# Festung Špilberk

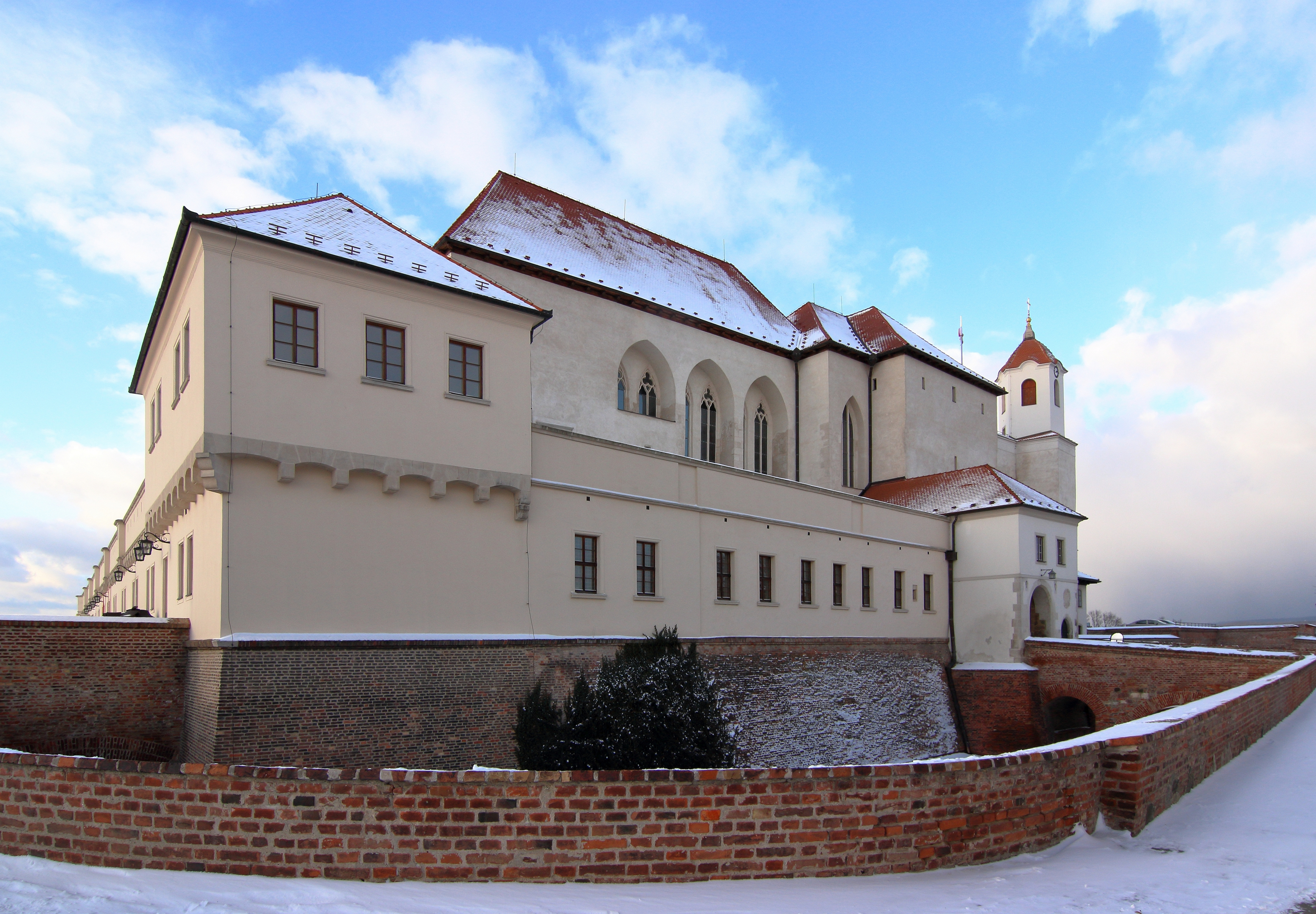
Burggebäude Spielberg im Winter 2017

Die Festung Špilberk (deutsch: Spielberg) befindet sich im südmährischen Brünn in Tschechien. Sie hat eine wechselvolle Geschichte als mittelalterliche Burg, Festung, Kaserne und Gefängnis hinter sich. Heute befinden sich in ihr Ausstellungen und ein Restaurant. Die Anlage ist ein kultureller Ort und Ausflugsziel der Brünner Bevölkerung. Durch ihre Lage auf einer Anhöhe bietet sie einen guten Blick über die Stadt.

## Lage

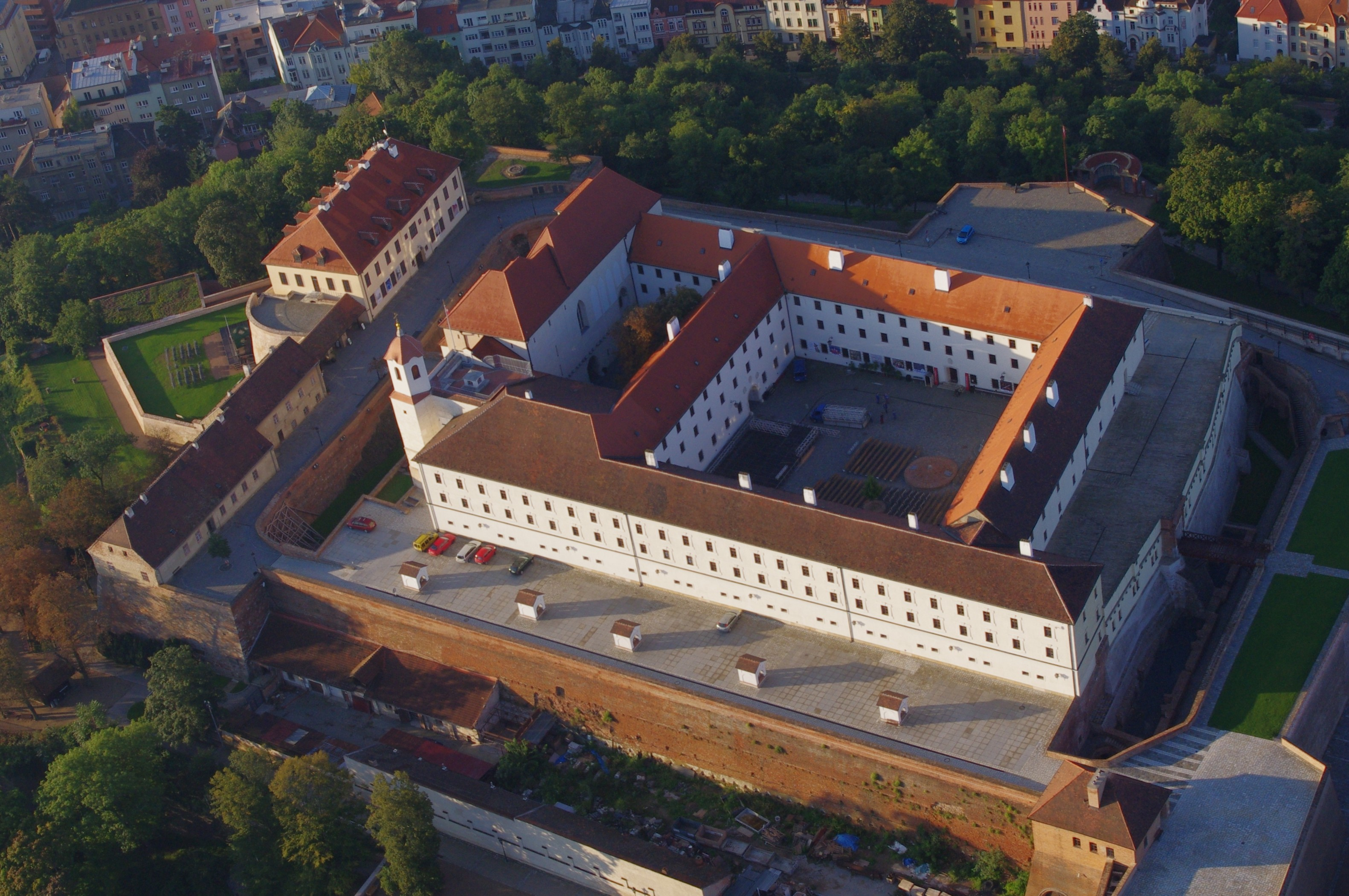
Luftbild (2014)

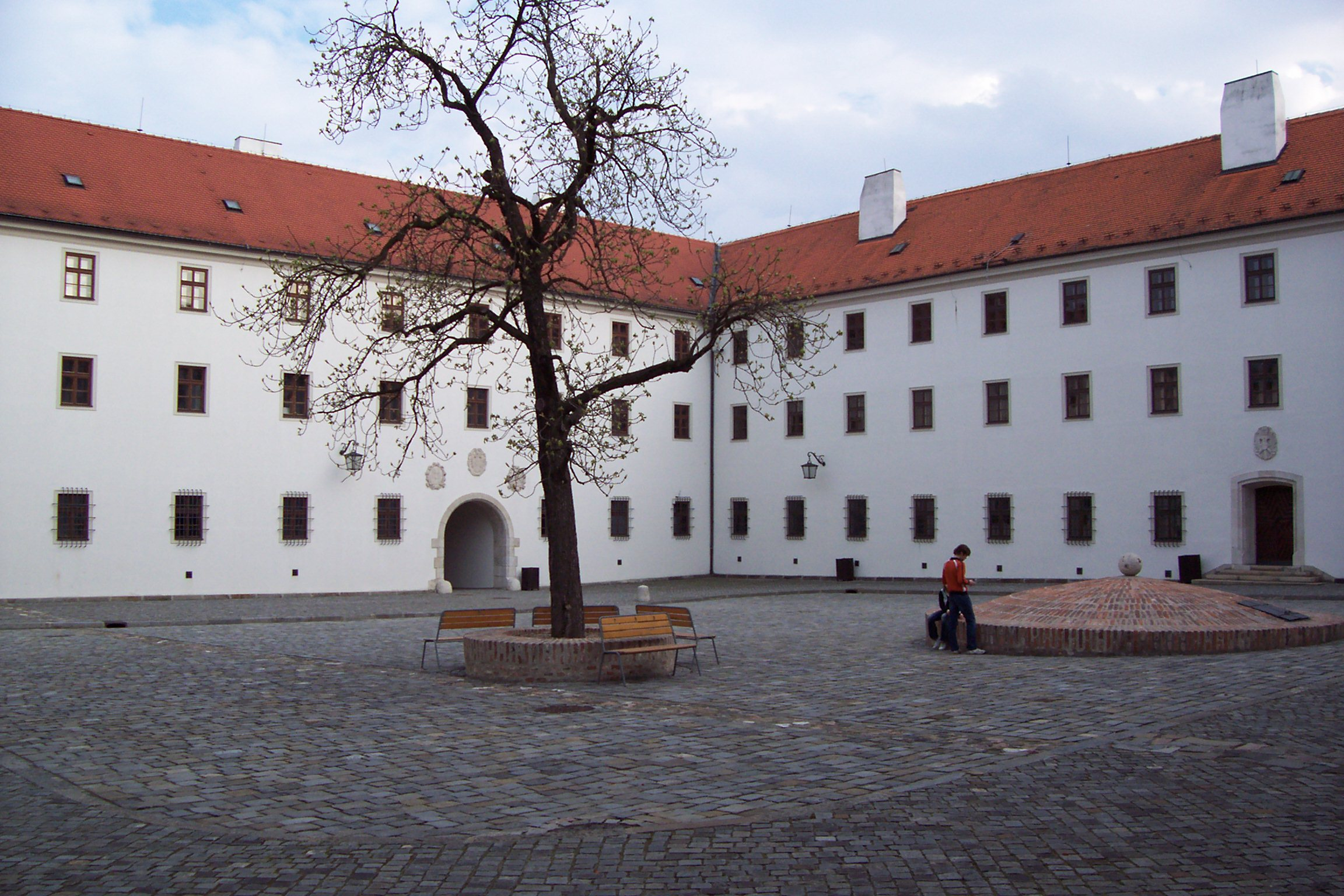
Hof

Grundriss der Festung Spielberg

Die ehemalige Festung Spielberg liegt auf einer Erhebung (282 m ü. NN) oberhalb der Altstadt von Brünn.

## Geschichte

### Festung

Karte der Festung (um 1750)

Die Burg Spielberg wurde in der zweiten Hälfte des 13. Jahrhunderts angelegt und machte im Laufe der Jahrhunderte einige Wandlungen durch. Anfangs war es die gotische Burg der böhmischen Könige und Sitz des mährischen Markgrafen. Mitte des 17. Jahrhunderts wurde sie zu einer mächtigen Barockfestung erweitert. Mitte des 18. Jahrhunderts bildete sie mit der damals ebenfalls befestigten Stadt Brünn das bedeutendste Bollwerk in Mähren.
Die 1742 fertiggestellten Kasematten waren ein wichtiger Teil der Festung. Sie sollten Schutz für ein 1200 Mann starkes militärisches Corps bieten. Letztlich waren hier jedoch nur Depots für militärisches Material untergebracht. Im Jahr 1783 wurde dort auf Beschluss Kaiser Josephs II., im Zuge der Reform des österreichischen Gefängniswesens ein Gefängnis für die gefährlichsten und schlimmsten Verbrecher eingerichtet. 1785 wurde auch der südliche Teil der Kasematten in ein Gefängnis umgebaut und leopoldinischer Trakt genannt. Die gemeinsame Nutzung als militärische Festung und ziviles Gefängnis war allerdings problematisch.
Nach der Zerstörung wichtiger Festungsteile durch das abziehende napoleonische Heer im Jahre 1809 verlor die Festung ihre militärische Bedeutung. Die gesamte Festung Spielberg wurde ab 1820 zu einem zivilen Gefängnis. Unter Franz Joseph I. wurde die Anlage 1855 wiederum ein Militärgefängnis und Kaserne.

### Brunnen
Der Burgbrunnen ist mittelalterlichen Ursprungs. In den Jahren 1716 bis 1717 wurde seine ursprüngliche Tiefe von 39 m auf 112 m erhöht, sodass der Grund unter dem Wasserspiegel des Flusses Svratka in Alt-Brünn lag. Der obere Teil des Brunnens ist aus Naturstein und Ziegeln gemauert, während der untere Teil nur aus Felsen besteht. Der durchschnittliche Durchmesser beträgt 3,5 m. Der Wasserstand beträgt 90 m, sodass ein Wasservolumen von über 1.000 m³ zur Verfügung steht. Am Grund des Brunnens befinden sich zwei horizontale Schächte mit einer Länge von 17 bzw. 26 Metern.
Durch die napoleonischen Truppen wurde mit der Zerstörung der Burg 1809 auch der Brunnen zugeschüttet, in den Folgejahren allerdings wieder freigelegt. Oberhalb des Brunnens befand sich ein Brunnenhaus mit einem Holzrad, das von Sträflingen angetrieben wurde, um das Wasser heraufzuholen. Dieses Haus wurde erst in den Jahren 1939–1941 durch die deutsche Wehrmacht abgetragen. Die letzten Reinigungsarbeiten in den Jahren 1990 und 1991 waren mit Forschungen verbunden, dabei wurden 308 m³ Material aus dem Brunnen geräumt. Dabei wurden interessante Funde freigelegt, die im Museum der Burg ausgestellt sind. Unter diesen findet sich auch ein Skelett eines Soldaten aus dem Ende des 19. Jahrhunderts. Seine Identität ist aber unbekannt.
Nahe dem Brunnen liegt noch eine barocke Zisterne, in der das Regenwasser der umliegenden Dächer aufgefangen wurde.
Seit 1990 befindet sich an der Rückwand des Burghofes ein Glockenspiel, das aus 15 Glocken mit einem Gewicht zwischen 16 kg und 220 kg besteht.

### Kasematten

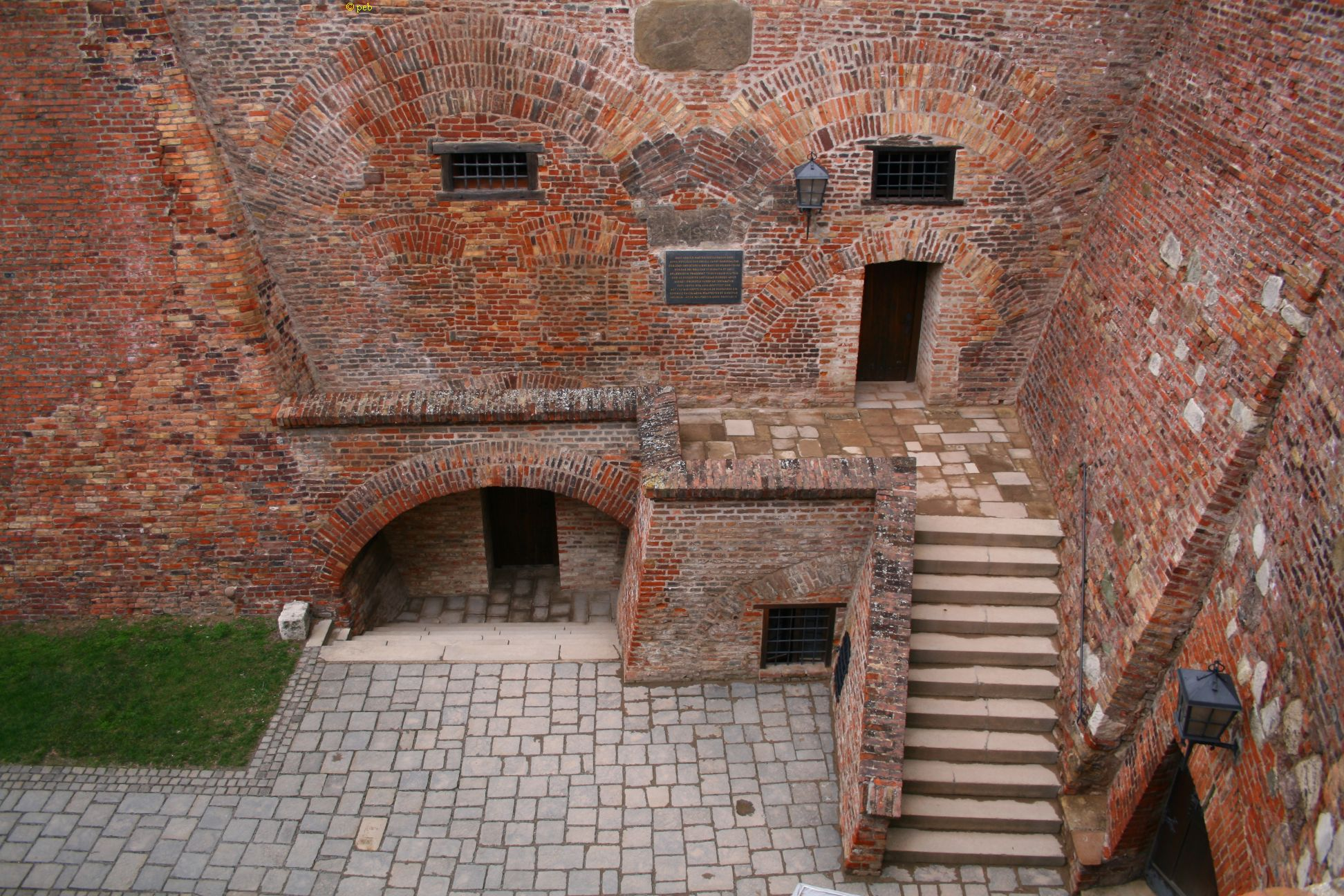
Zugang in die Kasematten

Die Kasematten sind als zweistöckiger militärischer Unterstand (für 1.200 Mann) mit angeschlossener Kerkeranlage unterhalb der Burggebäude angelegt. 1746 bis 1749 wurde hier Franz Freiherr von der Trenck inhaftiert, seine sterblichen Überreste befinden sich in der Gruft des Kapuzinerklosters in der Brünner Altstadt. Kaiser Joseph II. ließ 1783 das obere Geschoss der nördlichen Kasematten in ein Gefängnis umbauen. 1784 wurden per kaiserlichem Dekret in den Kasematten des unteren Stockwerks die lebenslang Verurteilten einquartiert. Dazu entstanden 29 aus Brettern gezimmerte Einzelzellen, in denen die Gefangenen angeschmiedet wurden.
Spielberg wurde zum gefürchtetsten Gefängnis des Landes. Es galt als ausbruchsicher. Selbst die landesweit verbreitete Erzählung von einem einzigen, jemals von der Burg Spielberg gelungenen Gefängnisausbruch des damals sehr berühmten tschechischen Räuber Babinsky ist nur eine seiner zahlreichen persönlichen Legenden. Diese wurde von ihm selbst als ehemaligem Spielberg-Häftling mit der Nummer 1042 nach seiner Entlassung verbreitet. 1785 wurde auch das obere Geschoss der südlichen Kasematten zum Gefängnis umgebaut. Ab 1822 war dort der italienische Dichter Silvio Pellico als politischer Gefangener. Nach seiner Freilassung im Herbst 1830 verfasste er seine Erinnerungen „Le mie prigioni“, die das Gefängnis von Spielberg in ganz Europa bekannt machten.
1855 wandelte Kaiser Franz Joseph I. das bisherige Zivil-Gefängnis in ein Militärgefängnis um. Mit der Eröffnung des neuen Zuchthauses in Karthaus wurden 1857 die ersten Schwerverbrecher dorthin überführt. 1880 wurden die Kasematten der Öffentlichkeit zugänglich gemacht.
Während des Zweiten Weltkriegs richtete sich die deutsche Wehrmacht in Spielberg ein. Diese führte an den Kasematten erhebliche bauliche Änderungen durch, um sie als Schutzkeller nutzbar zu machen. Die Gestapo richtete hier ein berüchtigtes Gefängnis ein, um dort Widerstandskämpfer und Gegner einzusperren, von denen dort zahlreiche zu Tode kamen.

### Liste von Kommandanten von Spielberg
Die Festung hatte keine stehende Besatzung, sondern nur eine Bürgermiliz, die im Kriegsfall verstärkt werden sollte. Es gab aber einen Kommandanten.
- 162?–1661 Georg O'Gilvy, General (†1661)
- 16?? Graf Carl von Colonna, General
- 1668 Graf Karl Ludwig von Hofkirchen, Oberst
- 1674, 1675, 1680 Freiherr Georg Christoph von Dietrichstein
- 1683, 1688, 1693 Graf Johann Wilhelm von Zinzendorf, General-Feldwachtmeister
- 1700 Freiherr Valentin Pfeffer von Pfeffershofen
- 1695, 1699, 1700, 1701 Graf Philipp Christoph von Breuner, General-Feldwachtmeister
- 170?  Graf Anton Amand von Sereny († 20. Februar 1738), General-Feldwachtmeister
- 1712–1717 Graf Heinrich Wilhelm von Wilczek (1665–1739), Feldmarschall
- 1717–1741 Graf Ludwig von Zinzendorf, Feldzeugmeister
- 1741 Freiherr Wilhelm Mauritz von Roth († 1747), General-Feldwachtmeister
- 1742 Freiherr Johann Christoph von Seherr-Thoß († 1743), Feldmarschall
- 28. Februar 1750 N.N. Fontenet, Oberst
- 1769, 1787 Franz Herter von Hertler, Oberst
- 1796 Philipp von Spillmann († 1796), Oberst
- 1798 Anton Hofmann († 16. April 1801), Generalmajor
- 1800, 1805 Joseph von Molitor, Oberst
- 1806 französische Besatzung
- 1809, 1814 N.N. von Rayd, Oberstleutnant
- 1815–1820 Johann Edler von Janda, Major
- 1820 Übergabe an die Zivilverwaltung von Brünn

## Heute

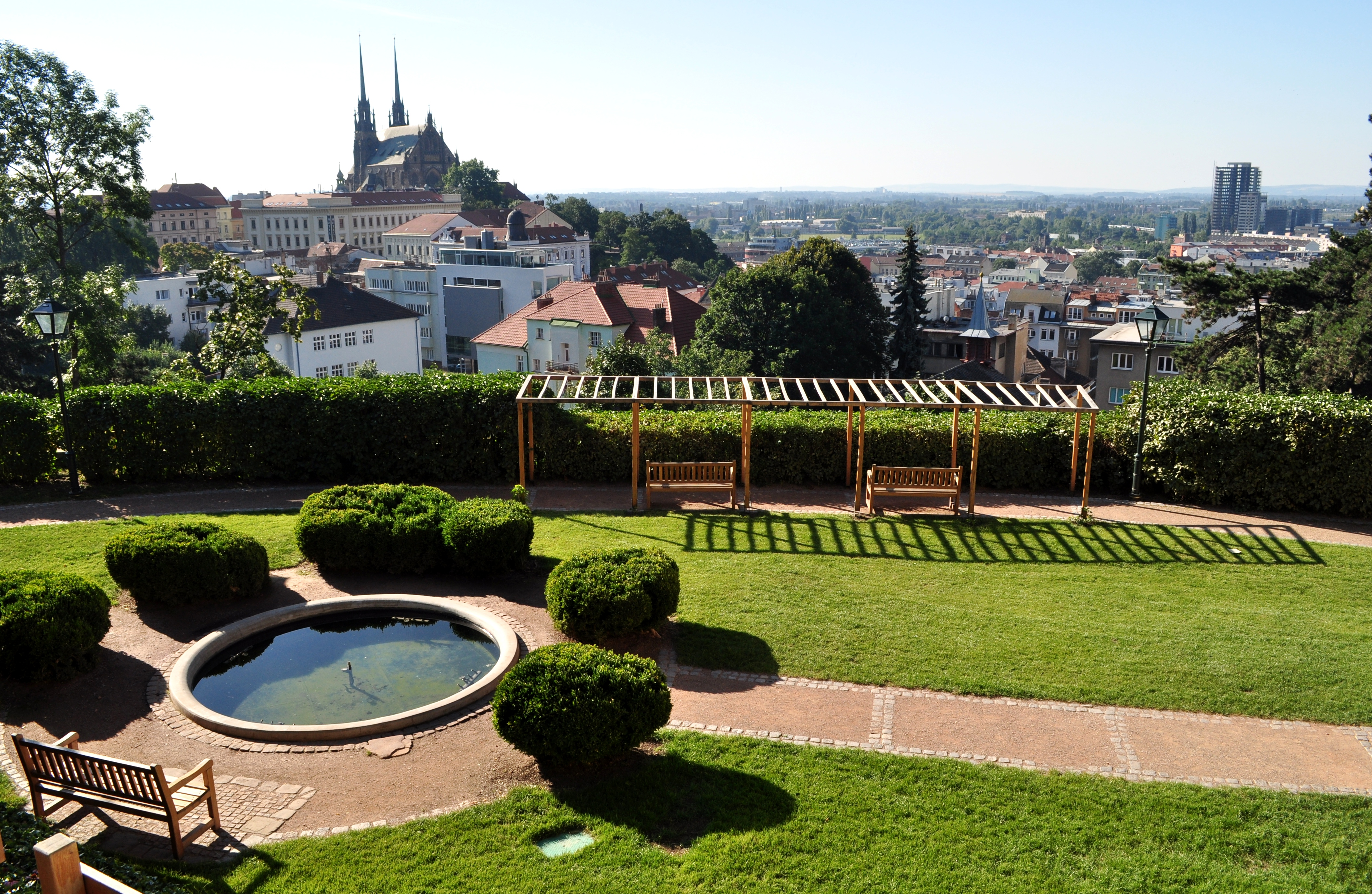
Parkanlage

Während der Jahre 1987 bis 1992 fanden umfangreiche Renovierungsarbeiten statt. Es sollte der Zustand des ausgehenden 18. Jahrhunderts wiederhergestellt werden, also die Zeit vor dem Umbau der Festung zum berüchtigten Kerker der josephinischen Zeit.
Neben einem Rundgang durch den Kerker und die Kasematten befinden sich wechselnde Ausstellungen und Installationen zur Stadt und Geschichte mit zahlreichen Dokumenten in den Räumlichkeiten der Burg. Ein Restaurant und ein Aussichtsturm im inneren Teil der Burganlagen bieten ein schönes Panorama auf Teile Brünns. Im Hof der Burg finden im Sommer regelmäßig Konzerte statt.